# Hydrovatus ngorekiensis
Hydrovatus ngorekiensis är en skalbaggsart som beskrevs av Bilardo och Rocchi 1999. Hydrovatus ngorekiensis ingår i släktet Hydrovatus och familjen dykare. Inga underarter finns listade i Catalogue of Life.